# Wilaya di Mahda
La Wilāya di Maḥḍa (in arabo ولاية محضة‎?) è, con la Wilaya di Wilaya di al-Buraymi e di Sunayna, una delle tre Wilāyāt del Governatorato di al-Buraymi, nel Sultanato arabo dell'Oman.
Dista circa 300 chilometri dalla capitale del Sultanato, Mascate, al confine del Sultanato con gli Emirati Arabi Uniti.
È essenzialmente abitata dalla tribù araba dei Banū Kaʿb, tanto da essere chiamata anche "Roccaforte dei B. 
Kaʿb".

## Economia
L'economia della Wilāya è essenzialmente caratterizzata dall'attività agricolo, facilitata da una buona rete di canali d'irrigazione che sfruttano diversi corsi d'acqua a carattere perenne e torrentizio.
La sua produzione riguarda perciò in prevalenza grano, legumi, frutta, datteri, verdura varia e diversi tipi di fienagione destinata all'allevamento di animali.